# Thaiföld történelme
Thaiföld történelme az első állam, Sukhothai megalapításával kezdődik. Azt megelőzően a thai népcsoportok a mai Burma, Thaiföld, Dél-Kína területen elszórtan éltek nomád életmódot, majd valószínűleg a mongol terjeszkedés hatására Dél-Kínából nagyobb számban vándoroltak a 10. század idején délre.

## A kezdetek
Thaiföld mai területén több helyen tártak fel ősembermaradványokat az 500 000 évvel ezelőtti időszakból (például a Lampang-ember /Lampáng/).
Fejlett civilizáció maradványát Ban Chiang /Bán Csieng/ falunál fedezték fel. Ez a kultúra legalább 5600 éves, és lakói már ismerték a bronzművességet, valamint rizst termesztettek. Egyedi mintázatú agyagedényeiket és egyéb fazekasmunkáikat az Udon Thani /Udontháni/ megyében található Bán Csieng múzeum őrzi.

## Sukhothai /Szukhóthaj/ Királyság

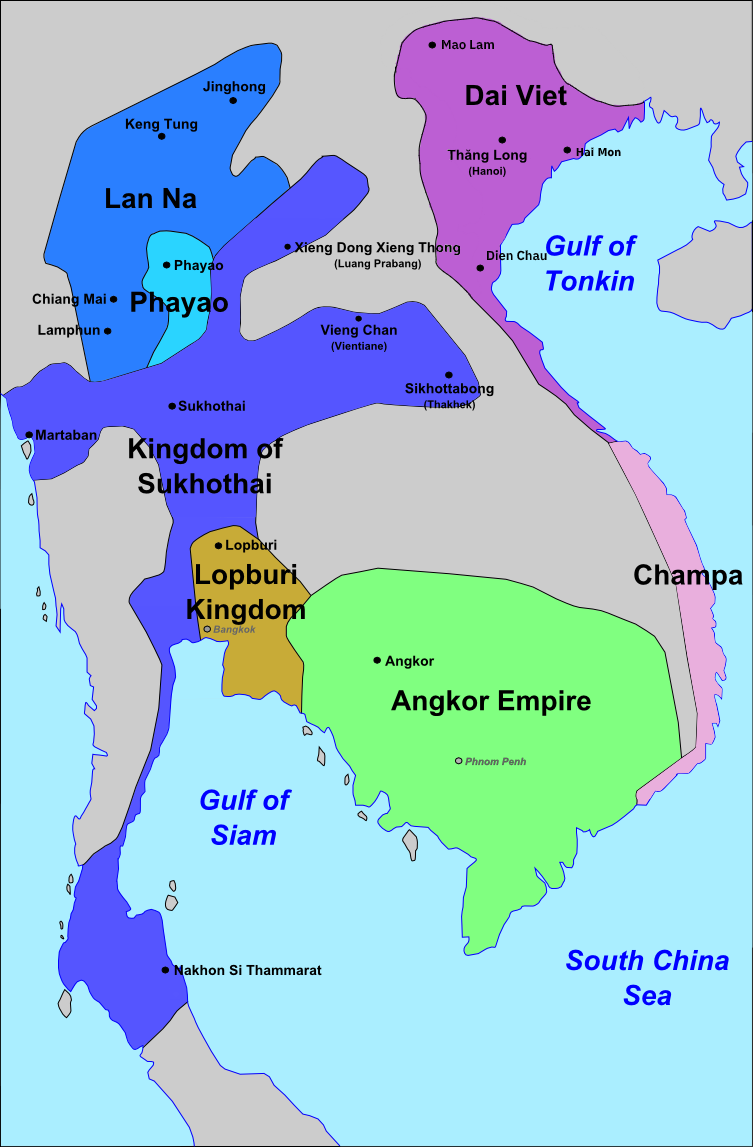
Délkelet-Ázsia a 13. század végén

Az első független thai államot, a Szukhóthaj Királyságot (a szukhóthaj szó jelentése: boldogság hajnala (szukha - boldogság, uthaj - hajnal) a mai Thaiföld alsó-északi részén a Sukhothai, Kamphengphet, Phichit, Phitsanulok megyék területén helyezkedett el) a 13. században alapították, amikor 1238-ban elszakadtak a Khmer Birodalomtól. Az ország fénykorát a Ramkhamheng király alatt élte (ő hozta létre a thai ábécét), de 1365-ös halála után a királyság gyorsan hanyatlásnak indult, és a szomszédos államok része lett.

## Ayutthaya /Ajuthajá/
Az ország első uralkodója, Ramathibodi /Rámáthibadí/ király két legfontosabb intézkedése a buddhizmus államvallássá tétele, valamint egy új törvénykönyv bevezetése volt (mely a thai törvénykezés alapja volt egészen a 19. századig).
Habár a portugálok már a 16. században meglátogatták a térséget, állandó kapcsolat a Nyugattal csak a 18. században létesült. Az ország folyamatos háborúskodásban állt a szomszédos burmaiakkal, akik 1767-ben a fővárost is elfoglalták.
Ajutthaja uralkodócsaládjai:
- U-Thong /Úthong/ dinasztia: 3 király;
- Suphanabhumi /Szuphannaphúm/ dinasztia: 13 király;
- Sukhothai /Szukhóthaj/ dinasztia: 7 király;
- Prasart Thong /Prászát Thong/ dinasztia: 4 király;
- Bann Plu /Bán Phlú/ dinasztia: 6 király.

## 1768-tól 1932-ig
Több mint 400 éves függetlenség után a thai területek egy jelentős részét elfoglalták a burmaiak, valamint felégették a fővárost. Taksin tábornok összefogta a megmaradt területeket, és 1769-ben új fővárossal (Thonburi) kikiáltotta magát királynak, majd 1782-ben meggyilkolták. Őt Csakri tábornok I. Ráma néven követte a trónon. Még ebben az évben megalapította új fővárosát Bangkok néven. Az 1790-es években a thai hadsereg legyőzte a burmaiakat, és kiűzte azt Sziámból. Sziám a britek 1826-os burmai győzelme után nyitott Európa felé. 1909-ben a britekkel kötött egyezmény értelmében kijelölték a mai határt Sziám és Brit Malájföld között.

## 1932-től 1973-ig
1932-ben puccs döntötte meg az addig uralmon lévő kormányt. Ezután a király lemondott trónjáról 10 éves unokaöccse javára. 1941 januárjában Thaiföld megtámadta Francia Indokínát. A thai hadsereg túlerőben volt, ennek ellenére a franciák is elértek sikereket. A békét végül 1941. május 9-én írták alá Tokióban, japán nyomásra (a tűzszünetet már január 28-án kihirdették). 1941. december 8-án, nem sokkal a Pearl Harbor elleni japán légitámadást követően, Tokió követelte Thaiföldtől, hogy engedje át csapatait területén a Malajzia elleni hadjárathoz. Ezután Japán lerohanta az országot, majd nem sokkal ezután, december 21-én Thaiföld megengedte az áthaladást a japán csapatoknak. Japán 1945-ös kapitulációja után a franciák és angolok az országot legyőzött államként kezelték (ennek ellenére az Amerikai Egyesült Államok jelentős támogatást nyújtott Thaiföldnek), súlyos szankciókat kényszerítettek rá, de nem szállták meg. Az 1960-as évektől 1987-ig kommunista gerillák harcoltak a központi kormány ellen, és bár komoly fenyegetést nem jelentettek, a lázadás csúcspontján 12 000 fegyveressel rendelkeztek.

## 1973-tól
1973-ban megkezdődött az ország demokratikus átalakulása a katonai diktatúrából, és egy rövid időszakot leszámítva (1991-1992-ben egy rövid ideig katonai kormányzat volt hatalmon) az ország demokratikus irányítás alatt állt. Ez megváltozott 2006. szeptember 19-én, amikor a hadsereg vértelen puccsban megdöntötte a miniszterelnök hatalmát, de azóta visszaállt a demokratikus irányítás.
Az 1962 óta Kambodzsához tartozó Preah Vihear nevű szenthely és annak erőforrásokban gazdag környéke miatt Thaiföld területi vitában áll keleti szomszédjával. A felek nem tudják a kétoldalú bizalmatlanság miatt rendezni a kérdést, mialatt előfordulnak a thai Ubon Ratchathani és a kambodzsai Preah Vihear tartományok határain kisebb fegyveres összecsapások. A környező ázsiai országok a konfliktus eszkalációjától és háborútól tartanak.

## Lásd még
- Thaiföld

## Fordítás
- Ez a szócikk részben vagy egészben  a   History of Thailand című angol Wikipédia-szócikk fordításán alapul.  Az eredeti cikk szerkesztőit annak laptörténete sorolja fel. Ez a jelzés csupán a megfogalmazás eredetét és a szerzői jogokat jelzi, nem szolgál a cikkben szereplő információk forrásmegjelöléseként.